# ريتا غيريرو
ريتا غيريرو (بالإسبانية: Rita Guerrero)‏ هي مغنية وفنانة ومخرجة فنية وممثلة مكسيكية، ولدت في 22 مايو 1964 في غوادالاخارا في المكسيك، وتوفيت في 11 مارس 2011 في مدينة مكسيكو في المكسيك بسبب سرطان الثدي.

## وصلات خارجية
- ريتا غيريرو على موقع IMDb (الإنجليزية)
- ريتا غيريرو على موقع ميوزك برينز (الإنجليزية)
- ريتا غيريرو على موقع ديسكوغز (الإنجليزية)
- ريتا غيريرو على موقع قاعدة بيانات الفيلم (الإنجليزية)